# Закопајте мртве
„Закопајте мртве” је југословенски ТВ филм из 1969. године. Режирао га је Александар Ђорђевић који је написао и сценарио на основу истоимене драме Ирвина Шоа из 1936. године.

## Улоге
| Глумац                | Улога       |
| --------------------- | ----------- |
| Мирослав Бијелић      |             |
| Богдан Јакуш          |             |
| Сима Јанићијевић      |             |
| Михаило Миша Јанкетић | Том Дрискол |
| Буда Јеремић          |             |
| Растислав Јовић       |             |
| Нада Касапић          |             |
| Љубица Ковић          |             |
| Љиљана Крстић         |             |
| Морис Леви            |             |

Остале улоге ▼
| Глумац              | Улога |
| ------------------- | ----- |
| Зоран Милосављевић  |       |
| Ирена Просен        |       |
| Зоран Стојиљковић   |       |
| Марко Тодоровић     |       |
| Миливоје Томић      |       |
| Љубомир Убавкић     |       |
| Власта Велисављевић |       |
| Еуген Вербер        |       |